# Janusz Michałowski
Janusz Michałowski (1º gennaio 1937) è un attore polacco.

## Biografia
Si è diplomato al liceo di Augustów e poi ha frequentato all'Accademia di teatrale nazionale drammatica di Varsavia (1960). Nel corso della sua carriera come attore teatrale, ha lavorato nei teatri di Koszalin, Toruń, Kalisz (1969-1973) e Poznan. Dal 1990 ha partecipato in veste di attore al Teatro Ateneum di Varsavia e dal 1999 ha stretto un rapporto di collaborazione con il Teatro Contemporaneo della capitale polacca.
Iniziò i suoi primi lavori con Teatr Telewizji, una rete televisiva affiliata alla Telewizja Polska dove interpretò, tra i vari ruoli: Korovyov in Il Maestro e Margherita diretto da Maciej Wojtyszko, Bashmachkin in Il cappotto di Izabella Cywińska, Occhi verdi in Strict Supervision di Izabella Cywińska, Münchhausen in Il bugiardo sincero di M. Wojtyszka (premio del Presidente del Comitato per la RiTV di primo grado 1979 e 1988) o ancora Torquemada nell'opera teatrale Ciemności kryją ziemię.
Nel corso della sua vita, ha partecipato a diverse trasmissioni radiofoniche con la Radio del Teatro Polacco (Teatr Polskiego Radia).
È sposato con la regista Izabella Cywińska.